# Eddie Griffin (actor)
Edward James "Eddie" Griffin, Jr. (Kansas City, Misuri, EE. UU., 15 de julio de 1968) es un actor y comediante estadounidense. Es conocido por protagonizar la sitcom Malcolm & Eddie desde 1996 hasta 2000, además de participar en numerosas películas de comedia, destacándose entre ellas junto a Rob Schneider en Deuce Bigalow: Male Gigolo (1999) y Deuce Bigalow: European Gigolo (2005).

## Filmografía

### Cine
| Año  | Título                         | Personaje                        | Notas                 |
| ---- | ------------------------------ | -------------------------------- | --------------------- |
| 1991 | The Last Boy Scout             | Club DJ                          |                       |
| 1992 | Brain Donors                   | Mesanjero                        |                       |
| 1993 | Coneheads                      | Cliente                          |                       |
| 1993 | The Meteor Man                 | Michael Anderson                 |                       |
| 1994 | House Party 3                  | Guest at Kid's Bachelor Party    | No acreditado         |
| 1994 | Jason's Lyric                  | Rat                              |                       |
| 1995 | The Walking Dead               | Pvt. Hoover Brache               |                       |
| 1997 | Eddie Griffin: Voodoo Child    | Él mismo                         |                       |
| 1998 | Armageddon                     | Mensajero en bicicleta           |                       |
| 1999 | Deuce Bigalow: Male Gigolo     | Tiberius Jefferson "T.J." Hicks  |                       |
| 1999 | The Mod Squad                  | Sonny                            |                       |
| 1999 | Foolish                        | Miles "Foolish" Waise            |                       |
| 2000 | All Jokes Aside                | Él mismo                         | Documental            |
| 2000 | Picking Up the Pieces          | Sediento                         |                       |
| 2001 | Double Take                    | Freddy Tiffany                   |                       |
| 2002 | John Q                         | Lester Matthews                  |                       |
| 2002 | The New Guy                    | Luther                           |                       |
| 2002 | Undercover Brother             | Anton Jackson / Hermano Camaleón |                       |
| 2002 | Pinocchio                      | El gato                          | Voz doblada al inglés |
| 2003 | Dysfunktional Family           | Él mismo                         | Documental            |
| 2003 | Scary Movie 3                  | Orpheus                          |                       |
| 2004 | Blast                          | Lamont Dixon                     |                       |
| 2004 | My Baby's Daddy                | Lonnie                           |                       |
| 2005 | The Wendell Baker Story        | McTeague                         |                       |
| 2005 | Deuce Bigalow: Gigolo Europeo  | Tiberius Jefferson "T.J." Hicks  |                       |
| 2006 | Date Movie                     | Frank Jones                      |                       |
| 2006 | The Year Without a Santa Claus | Jingle                           |                       |
| 2006 | Who Made the Potatoe Salad?    | Malik                            |                       |
| 2006 | Irish Jam                      | Jimmy Winston "Da Jam" McDevitt  |                       |
| 2007 | Norbit                         | Papa dulce Jesús                 |                       |
| 2007 | Redline                        | Infame                           |                       |
| 2007 | I'm Rick James                 | Él mismo                         | Documental            |
| 2007 | Urban Justice                  | Armand Tucker                    |                       |
| 2008 | Beethoven's Big Break          | Stanley Mitchell                 |                       |
| 2008 | Freedom of Speech              | Él mismo                         |                       |
| 2009 | Young World                    |                                  |                       |
| 2010 | Hollywont                      |                                  |                       |
| 2010 | Bunyan and Babe                |                                  |                       |
| 2011 | You Can Tell 'Em I Said It     | Él mismo                         |                       |
| 2014 | Going to America               | Fumnanya                         |                       |
| 2015 | American Hero                  | Lucille                          |                       |
| 2017 | All About the Money            | Christopher Jefferson Johnson    |                       |
| 2018 | Undeniable                     | Él mismo                         |                       |
| 2018 | A Star Is Born                 | Pastor                           |                       |
| 2020 | The Comeback Trail             | Devon                            |                       |
| 2020 | Bad President                  | El Diablo                        |                       |

### Televisión
| Año             | Título                        | Personaje      | Notas                       |
| --------------- | ----------------------------- | -------------- | --------------------------- |
| Año desconocido | Saved by the Bell             | The Glee Club  |                             |
| 1996–2000       | Malcolm & Eddie               | Eddie Sherman  |                             |
| 2004            | Chappelle's Show              | Grits N' Gravy |                             |
| 2009            | Eddie Griffin Going For Broke | Él mismo       |                             |
| 2012–2015       | Black Dynamite                | Richard Pryor  |                             |
| 2014            | The Boondocks                 | Él mismo       | Voz. Episodio: "Good Times" |
| 2017            | The Comedy Get Down           | Él mismo       |                             |
| 2019            | E-Niggma                      | Él mismo       |                             |
| 2020            | Woke                          | 40 Oz. Bottles | Voz                         |

## Discografía

### Álbum en vivo
| Título                     | Detalles                                  |
| -------------------------- | ----------------------------------------- |
| The Message in The Hat     | Estrenado: 27 de julio de 1993            |
| The Message in The Hat     | Sello: Sony Entertainment                 |
| The Message in The Hat     | Formaots: CD, digital download, LP        |
| The Message                | Estrenado: 29 de marzo de 1999            |
| The Message                | Sello: Warner Bros, WEA International Inc |
| The Message                | Formatos: CD, digital download, LP        |
| Freedom Of Speech          | Estrenado: 24 de abril del 2008           |
| Freedom Of Speech          | Sello: Comedy Central/CodeBlack           |
| Freedom Of Speech          | -                                         |
| You Can Tell 'Em I Said It | Estrenado: 22 de febrero del 2011         |
| You Can Tell 'Em I Said It | Sello: Comedy Central                     |
| You Can Tell 'Em I Said It | Formatos: digital download                |

### Álbum de banda sonora
| Título                        | Detalles                                   | Alta posición en cartelera | Alta posición en cartelera | Certificación |
| Título                        | Detalles                                   | US                         | US R&B                     | Certificación |
| ----------------------------- | ------------------------------------------ | -------------------------- | -------------------------- | ------------- |
| Foolish (con varios artistas) | Estrenado: 23 de marzo de 1999             | 32                         | 10                         | RIAA: Gold    |
| Foolish (con varios artistas) | Sello: No Limit Records / Priority Records | 32                         | 10                         | RIAA: Gold    |
| Foolish (con varios artistas) | Formatos: CD, digital download, LP         | 32                         | 10                         | RIAA: Gold    |

### Apariciones en álbumes
| Año  | Título                | Álbum                                 | Artista                                     |
| ---- | --------------------- | ------------------------------------- | ------------------------------------------- |
| 1996 | Intro                 | Helter Skelter                        | D.O.C.                                      |
| 1998 | DP Gangsta            | Da Game Is to Be Sold, Not to Be Told | Snoop Dogg y C-Murder                       |
| 1999 | Bar One               | 2001                                  | Dr. Dre                                     |
| 1999 | Ed-ucation            | 2001                                  | Dr. Dre                                     |
| 2002 | Bitch Ass Niggaz      | Man vs. Machine                       | Xzibit                                      |
| 2003 | I Thought U Knew      | Dysfunktional Family                  | Varios artistas                             |
| 2003 | Dys-Funk-Tional       | Dysfunktional Family                  | Spider Loc y Eddie Griffin, artistas varios |
| 2003 | "Take A Ride Skit"    | Thr33 Ringz                           | T-Pain                                      |
| 2003 | "Feed The Lions Skit" | Thr33 Ringz                           | T-Pain                                      |